# Diclidurus albus
Diclidurus albus là một loài động vật có vú trong họ Dơi bao, bộ Dơi. Loài này được Wied-Neuwied mô tả năm 1819.